# آن-ماري ليندبرغ
أنّ-ماري ليندبرغ (بالفنلندية: Ann-Mari Lindberg)‏ هي كاتِبة فنلندية، ولدت في 1935.